# 栄村 (小惑星)
栄村（さかえむら、22885 Sakaemura）は、小惑星帯にある小惑星の1つ。仮符号1999 RS239。

## 概要
栄村は、ローウェル天文台のLONEOSによって1999年9月8日に発見された小惑星である。
名前は2011年の長野県北部地震で大きな被害を受けた、長野県の栄村にちなんで命名された。名前は2012年5月9日に、他の11個と同時に発表された。この命名は、東日本大震災からの復興を願って、被害の大きかった被災地の地名を命名した。これは、同年5月16日から新潟市の朱鷺メッセで行われる国際会議「小惑星・彗星・流星2012」が、アジア初の開催となることにちなんで、日本にゆかりの深い命名が多数承認された事もきっかけとなっている。同会議の実行委員会で原案を作成し、命名提案権を持つローウェル天文台のエドワード・ボーエルと協議の結果、同時に12個の小惑星を命名し、国際天文学連合に承認された。
国立天文台の石垣島天文台で栄村の写真が撮影されている。
関連の深い地名である長野に由来する小惑星は、この出来事とは直接関係無く既に命名されている。